# Неокейнсіанська економіка
Неокейнсіанська економіка — школа макроекономічної думки, яка була розроблена в післявоєнний період на основі праць Джона Мейнарда Кейнса. Група економістів (зокрема, Джон Хікс, Франко Модільяні та Пол Самуельсон) намагалися інтерпретувати та формалізувати писання Кейнса та синтезувати його з неокласичними моделями економіки.
Їхні праці стали відомі як неокласичний синтез і створили моделі, що сформували основні ідеї неокейнсіанської економіки. Ці ідеї домінували в мейнстрімній економіці в повоєнний період і складали основний напрямок макроекономічної думки у 1950-х, 1960-х та 1970-х роках.
У своїй теорії Кейнс виходив зі «статичного стану економіки», абстрагуючись від зростання капіталовкладень, технічного прогресу та інших змін у ній. У своїй макроекономічній моделі Кейнс не вийшов за рамки короткочасних періодів і не досліджував фактори, від яких залежить тривале та стійке зростання капіталістичного господарства. Неокейнсіанці виступили з критикою «статичного» характеру теорії Кейнса, яке орієнтувало на розгляд кількісних залежностей лише простого відтворення. Послідовники Кейнса в центр уваги поставили проблеми регулювання економічного зростання і динаміки.
Однак поява стагфляції та праці монетаристів, таких як Мілтон Фрідман, у 1970-х роках поставили під сумнів неокейнсіанські теорії.
Результатом цього стали ідеї залучення нових інструментів до кейнсіанського аналізу, які могли б пояснити економічні події 1970-х. Наступна велика хвиля кейнсіанського мислення почалася зі спроби надати кейнсіанським макроекономічним міркуванням мікроекономічне підґрунтя. Нові кейнсіанці допомогли створити «новий неокласичний синтез», який на сьогодні є мейнстрімом макроекономічної теорії.
Після появи нової кейнсіанської школи неокейнсіанців іноді називали «старокейнсіанцями».

## Витоки
Джон Мейнард Кейнс синтезував цілий ряд економічних ідей, що мали місце між 1900 та 1940 роками. Цей синтез названий його ім'ям — кейнсіанство.
Перше покоління неокейнсіанців було зосереджено на об'єднанні кейнсіанської парадигми макроекономічного розвитку з ідеями класичної економіки та працями Альфреда Маршалла. Ці неокейнсіанці, як правило, розглядали трудові договори як джерела стійкості заробітної плати для створення рівноважних моделей безробіття. Їхні зусилля (відомі як неокласичний синтез) призвели до розробки моделі IS — LM та інших формалізацій ідей Кейнса. Ця інтелектуальна програма спричинила зрештою монетаризм та інші версії кейнсіанської макроекономіки у 1960-х — 1970-х роках.
Центральною проблемою в теорії неокейнсіанців стає забезпечення «динамічної рівноваги», тобто виробництва без криз і безробіття, з високими темпами розвитку при повному використанні засобів виробництва.
В основі неокейнсіанської теорії лежить спрощена модель, основні принципи якої були одночасно сформульовані Роєм Харродом та Овсієм Домаром. Попри те, що їхні концепції відрізняються один від одного інтерпретацією окремих сторін відтворення, вони можуть бути об'єднані спільними істотними ознаками. На їхню думку, економічне зростання зводиться до кількісних змін господарського механізму, від яких залежить зростання і його стійкі темпи. Велика увага в неокейнсіанських моделях приділяється аналізу факторів росту.

## Неокласичний синтез

Модель IS — LM використовується для аналізу впливу потрясінь попиту на економіку

Після Кейнса кейнсіанський аналіз поєднувався з неокласичною економікою. Інакше кажучи, загальновідомо, що немає сильної автоматичної тенденції до повної зайнятості, але, якщо державна політика буде спрямована на власне забезпечення, то економіка буде поводитися так, як це передбачає класична або неокласична теорія. В цілому це називають «неокласичним синтезом», який домінує в основній макроекономічній думці.
У роки після Другої світової війни ідеї політики Кейнса були широко прийнятні. Вперше уряди на постійній основі готували якісну економічну статистику та теорію, яка підказувала їм, що робити. У цю епоху лібералізму Нового курсу та соціал-демократії більшість західних капіталістичних країн мали низьке й стабільне безробіття та скромну інфляцію.

### IS-LM модель (Інвестиції-Заощадження— Попит на гроші-Грошова маса)
Саме з Джоном Хіксом кейнсіанська економіка збагатилася моделлю, яку розробники державної політики могли використовувати для спроби зрозуміти та контролювати економічну діяльність. Ця модель IS — LM є настільки ж впливовою, як і оригінальний аналіз Кейнса при визначенні фактичної політики в галузі економіки.
Модель IS — LM пов'язує сукупний попит та зайнятість у три екзогенні кількості, тобто кількість грошей в обігу, урядовий бюджет та стан очікувань бізнесу. Ця модель була дуже популярною в економістів після Другої світової війни, оскільки її можна зрозуміти з точки зору загальної теорії рівноваги. Це спонукало до набагато більш статичного бачення макроекономіки.

### Крива Філліпса: успіх і крах

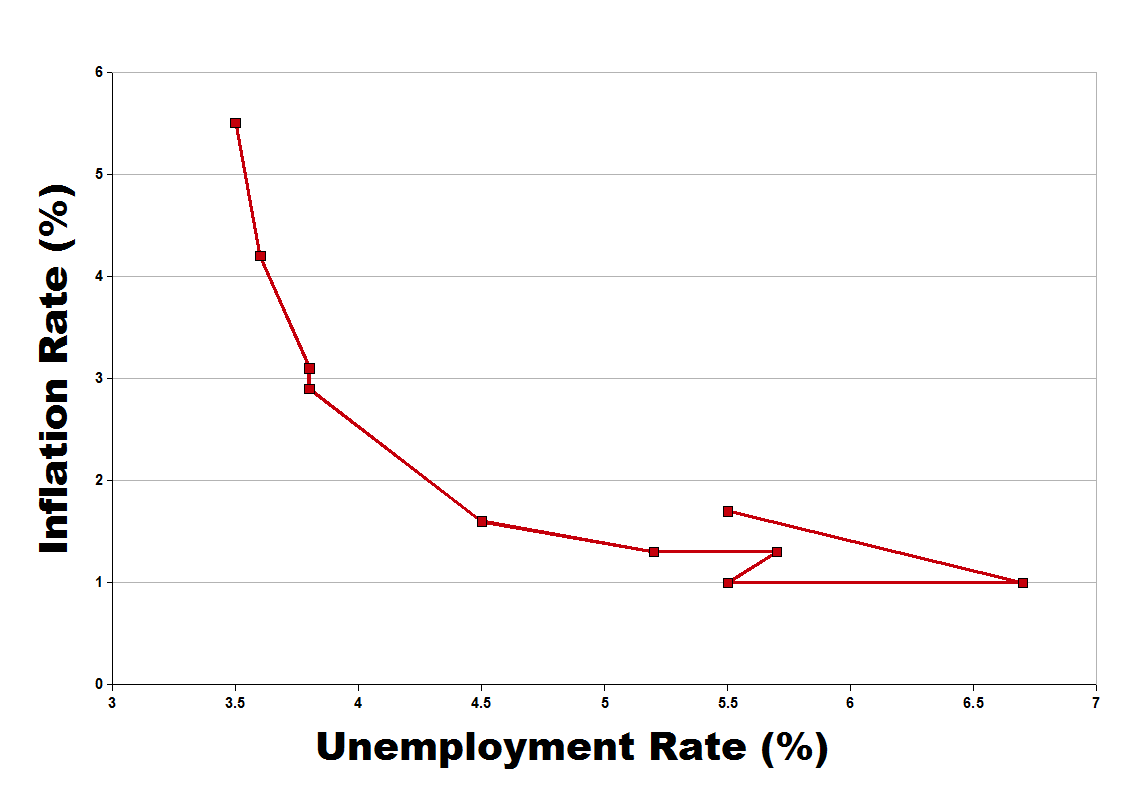
Крива Філліпса в США в 1960-х роках

Другою основною частиною теоретичного апарату неокейнсіанства була крива Філліпса. Ця крива, яка була скоріше емпіричним спостереженням, ніж теорією, і свідчила, що збільшення зайнятості над безробіттям передбачає зростання інфляції. Таким чином, економіст міг використовувати модель IS-LM, щоб передбачити, наприклад, що збільшення грошової маси призведе до збільшення виробництва та зайнятості, а потім використовувати криву Філліпса для прогнозування зростання інфляції.
Наприкінці 1940-х років неокейнсіанці застосували прийоми трактування всієї економіки як рівноваги попиту та пропозиції, але, на відміну від кейнсіанців, вони стверджували, що «витіснення» ефектів може погіршити або позбавити фіскальну політику її позитивного ефекту. Натомість слід зосередити увагу на грошово-кредитній політиці, яку значною мірою ігнорували ранні кейнсіанці. Монетаристська критика підштовхнула неокейнсіанців до більш збалансованого погляду на грошово-кредитну політику і надихнула хвилю перегляду кейнсіанської теорії.
Протягом 1950-х років помірний ступінь попиту в державній політиці, який вів за собою промисловий розвиток та використання фіскальної та грошової антициклічної політики, продовжувався і досяг свого піка в 1960-х роках, де багатьом неокейнсіанцям здавалося, що процвітання стало постійним. Однак з нафтовим шоком 1973 року та економічними проблемами 1970-х років економіка почала виходити з ладу. За цей час багато економік зазнали «стагфляції»: високе і зростаюче безробіття в поєднанні з високою та зростаючою інфляцією, що суперечить прогнозам кривої Філліпса.
Стагфляція означала, що одночасно слід застосовувати як експансійну політику (анти-рецесію), що призведе до зростання сукупного попиту, так і антиінфляційну політику, що неможливо. Ця дилема призвела до появи ідей, заснованих на поверненні до класичного аналізу, а саме: монетаризму, економіки пропозиції та нової класичної економіки. Зрештою це призвело до краху кейнсіанського консенсусу щодо економіки.

## Нова кейнсіанська економіка
У 1980-х роках кейнсіанська макроекономіка вийшла з моди як інструмент політики та як сфера дослідження. Натомість вважалося, що поєднання економіки з наукою про поведінку, теорією ігор та грошовою теорією є важливішими напрямами вивчення. На рівні політики це була епоха Маргарет Тетчер та Рональда Рейгана, які виступали за скорочення розміру урядового сектора. Однак наприкінці 1980-х років економіка почала переходити до вивчення макроекономіки, і розробники політики почали шукати засоби управління глобальною фінансовою мережею, яка ставала все більше взаємопов'язаною.
У 1990-х роках «роз'єднання» грошової маси та інфляції викликало все більше сумнівів у початковій формі монетаризму. Неодноразові невдачі «шокової терапії» в колишньому Радянському блоці спонукали до відродження кейнсіанських ідей, і особливий акцент приділявся наданню кейнсіанському макроекономічному аналізу теоретично обґрунтованих основ мікроекономіки. Ця теорія отримала назву нової кейнсіанської економіки. Основа нового кейнсіанського погляду лежить на мікроекономічних моделях, які вказують на те, що номінальна заробітна плата та ціни «фіксовані», тобто не змінюються легко чи швидко зі змінами попиту та пропозиції. За словами економіста Пола Кругмана, це «прекрасно працює на практиці, але дуже погано в теорії». Ця інтеграція сприяє роботі інших економістів, які ставлять під сумнів раціональне прийняття рішень в ідеальному інформаційному середовищі як необхідність мікроекономічної теорії.
На відміну від нової кейнсіанської економіки, нова класична економіка спирається на теорію раціональних очікувань. Найвідомішою є критика Роберта Лукаса, який доводить, що раціональні очікування переможуть будь-яку грошову чи фіскальну політику. Однак нові кейнсіанці стверджують, що ця критика працює лише в тому випадку, якщо економіка має унікальну рівновагу при повній зайнятості. «Жорсткість» цін (англ. Price stickiness) означає, що в короткостроковому періоді існують різноманітні рівноваги, тому раціональні моделі очікувань не дають простого результату.
Деякі макроекономісти повернулися до моделі IS — LM та кривої Філліпса як першого бачення того, як працює економіка. Нові версії кривої Філліпса, такі як «трикутник Model», дозволяють стагфляцію, оскільки крива може зміщуватися через, наприклад, зміни вбудованої інфляції. У 1990-х роках початкові ідеї «повної зайнятості» були замінені теорією NAIRU (англ. Non-accelerating inflation rate of unemployment), яку іноді називають «природним рівнем безробіття», тобто рівнем безробіття, який може підтримуватися в довгостроковій перспективі без постійного збільшення інфляції. Ця теорія стверджує, що зміни монетарної політики, та в більш загальному вигляді сукупного попиту, змінюють інфляцію і безробіття в протилежних напрямках у короткостроковому періоді. Якщо ця короткострокова поступка допускається, повинен існувати деякий рівень безробіття, сумісний зі стабільною інфляцією.